# Marvin Johnson
Marvin Nicholas Johnson (Birmingham, West Midlands, Inglaterra, 1 de diciembre de 1990) es un futbolista inglés. Juega de centrocampista y se encuentra sin equipo tras abandonar el Sheffield Wednesday F. C.

## Clubes
| Club                              | País       | Año       |
| --------------------------------- | ---------- | --------- |
| Solihull Moors F. C.              | Inglaterra | 2010-2011 |
| Coleshill Town F. C.              | Inglaterra | 2010      |
| Romulus F. C.                     | Inglaterra | 2011-2012 |
| Kidderminster Harriers F. C.      | Inglaterra | 2012-2015 |
| Hednesford Town F. C.             | Inglaterra | 2014      |
| Motherwell F. C.                  | Escocia    | 2015-2016 |
| Oxford United F. C.               | Inglaterra | 2016-2017 |
| Middlesbrough F. C.               | Inglaterra | 2017-2021 |
| Sheffield United F. C. (préstamo) | Inglaterra | 2018-2019 |
| Sheffield Wednesday F. C.         | Inglaterra | 2021-2025 |